# Johann Adam Krebs
Johann Adam Krebs (* vor 1614 in Mainz; † 1674) war ein Kurmainzer Jurist, Hochschullehrer und Gesandter des Kurfürstentums Mainz bei den Verhandlungen, die 1648 zum Westfälischen Frieden führten.

## Leben
Am 26. November 1626 immatrikulierte sich Johann Adam Krebs an der Albert-Ludwigs-Universität Freiburg und am 14. Februar 1631 an der Ruprecht-Karls-Universität Heidelberg und promovierte zum Doktor beider Rechte, bevor er am 7. November 1635 für den verstorbenen Andreas von Jossen vom Kurfürsten Anselm Casimir zum Professor an der Johannes Gutenberg-Universität Mainz berufen wurde. Er heiratete am 16. August 1637 die Tochter von Kaspar Weicke.
1638 wurde er Kurmainzer Hofrat und war in dieser Funktion 1640/1641 auf dem Nürnberger Kurfürstentag und dem Reichstag zu Regensburg Protokollant im Kurfürstenrat.
In den Jahren 1645 bis 1648 nahm er als Sekundärgesandter des Erzstifts Salzburg und Kurfürstentums Mainz in Osnabrück an den Verhandlungen teil, die zum Westfälischen Frieden (1648) führten.
1649 war er nochmals Gesandter, um beim Nürnberger Exekutionstag, der zur Klärung der beim Westfälischen Frieden offen gebliebenen Fragen eingesetzt wurde, sein Wissen und Können einzubringen.
Wegen Differenzen mit dem Kurmainzer Kanzler wurde er entlassen und wieder in sein Amt als Stadtschultheiß (Bürgermeister) in Mainz eingesetzt. Er blieb bis 1667 in diesem Amt, als er wiederum entlassen wurde und an den Hof als Hofrat zurückkehrte.